# Misil M20
El M-20 es un misil balístico estratégico francés con alcance intermedio lanzado desde un submarino de misiles balísticos. Está equipado con una sola ojiva nuclear. Estuvo en servicio de 1977 a 1991.

## Antecedentes

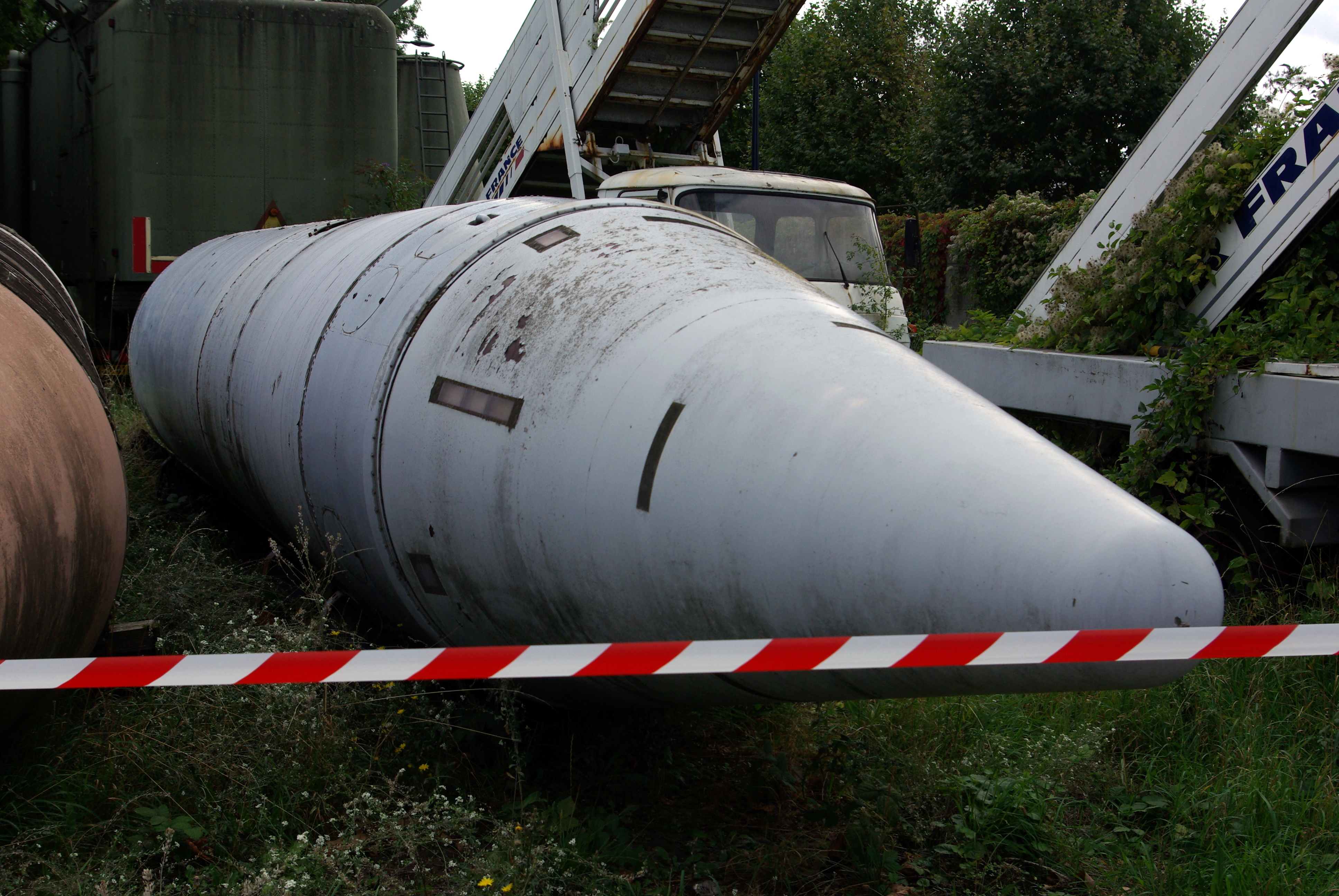
Misil M20

El M-20 es el tercer misil balístico lanzado desde submarino francés. El misil M-1 entró en servicio en 1971 y fue reemplazado por el M-2 en 1974. El M-20 entró en servicio en 1977. En algunos submarinos directamente en otros reemplazo a los modelos más antiguos. Los submarinos de misiles balísticos pueden transportar dieciséis misiles cada uno. El último submarino en utilizar el M-20 fue Le Redoutable, que no se convirtió para transportar el M-4 y se retiró del servicio en 1991. Se produjeron cien unidades.

## Diseño

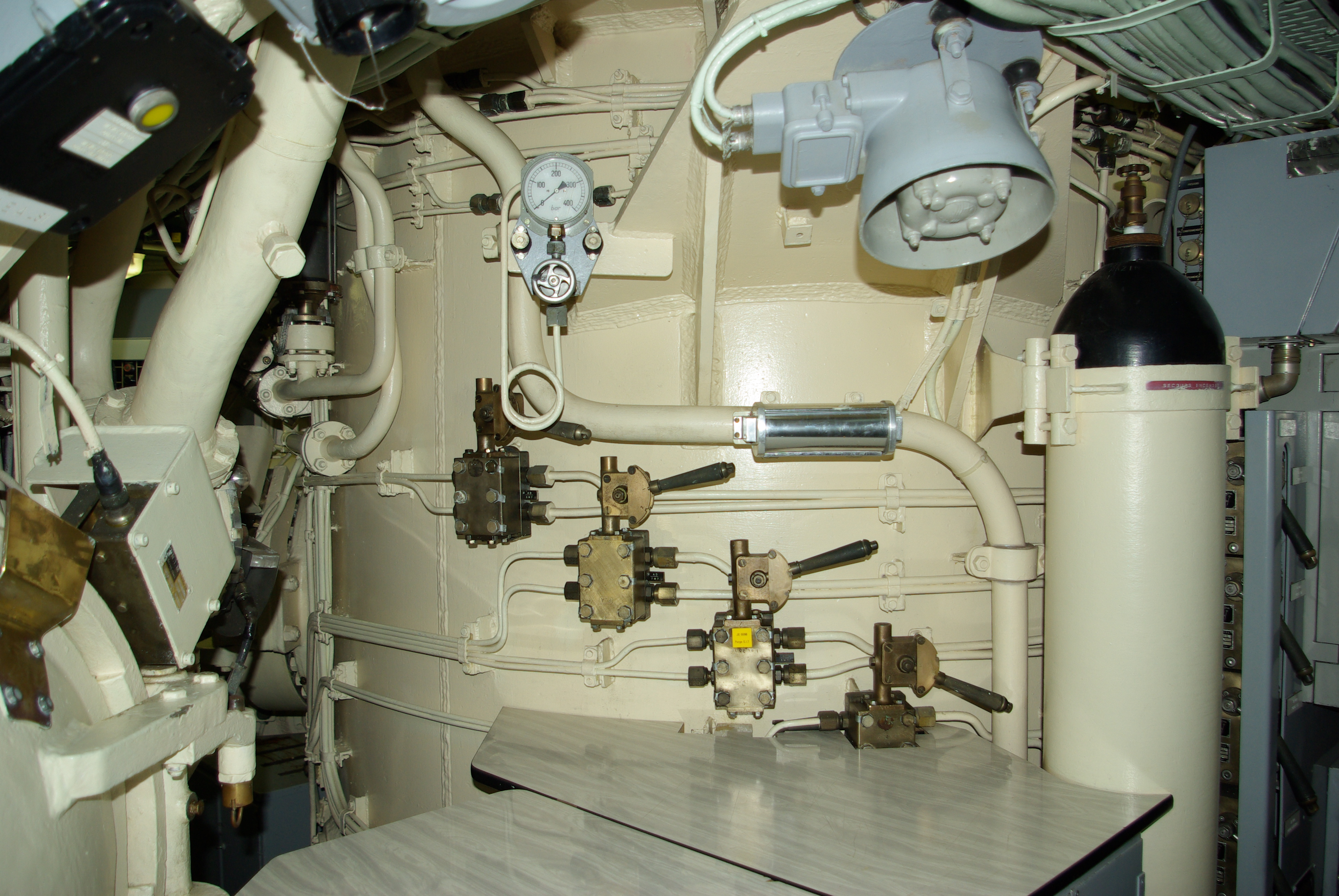
Uno de los dieciséis silos para misiles M20 del submarino Le Redoutable.

El M-20 es un misil balístico de alcance intermedio de dos etapas y combustible sólido. Mide 10.67 m de largo y tiene un diámetro de 1.5 m. Su masa de lanzamiento es de alrededor de 20 toneladas, su alcance es de 3.000 km y su precisión es de alrededor de 1.000 m.
La primera etapa está controlada por el empuje vectorial gracias a cuatro toberas, la segunda por una sola. El combustible consiste en polibutadieno hidroxitelequélico. La primera etapa pesa 9.86 toneladas y trabaja durante 58 segundos y la segunda etapa pesa 5.900 kg y trabaja durante 90 segundos. El sistema de guía es inercial.
Parece que la carga útil contiene ayudas para la penetración y que el vehículo de reentrada se está reforzando contra los efectos de las explosiones nucleares para frustrar la defensa antimisiles. La carga militar es una ojiva nuclear TN 60 con una potencia de 1,2 megatones.